# Énergie éolienne en Turquie

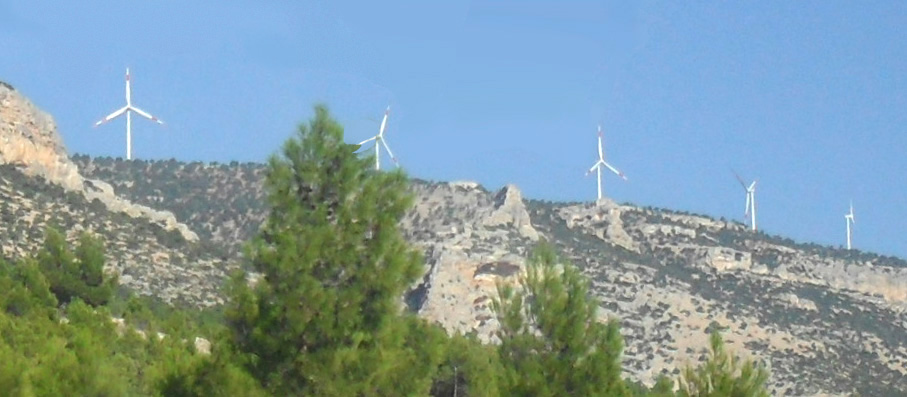
Parc éolien de Dağpazarı (39 MW), province de Mersin, 2012.

L'importance de l'énergie éolienne en Turquie s'est considérablement accrue en quelques années : l'éolien fournit 10,4 % de la production d'électricité du pays en 2023 contre 1,4 % en 2010 et 4,5 % en 2015.
La Turquie se classait en 2023 au 11e rang mondial des pays producteurs d'électricité éolienne avec 1,5 % du total mondial et au 6e rang en Europe (5,6 % du total européen).
Sa puissance installée éolienne se classait en 2024 au 6e rang européen et au 11e rang mondial avec 4,7 % du total européen et 1,2 % du total mondial ; en 2024, ses nouvelles installations en ont fait le 5e marché européen.

## Potentiel éolien
L'Atlas du potentiel de l'énergie éolienne (REPA) réalisé en 2002 par l'Administration d'étude sur l'électricité (EIE) évalue le potentiel éolien terrestre de la Turquie à 131,8 GW à 50 mètres de hauteur. L'ouest du pays a le potentiel le plus élevé avec une vitesse de vent de 7 à 8,5 m/s sur les côtes et 6,5 à 7 m/s à l'intérieur des terres entre les régions ouest et nord-est. Des estimations ont été menées sur le potentiel offshore, conduisant à des résultats de 1,6 à 9 GW. Une autre estimation, par la Banque mondiale, donne un potentiel offshore de 
75 GW, dont 12 GW d'éoliennes flottantes et 63 GW d'éoliennes fixes.

## Production d'électricité éolienne

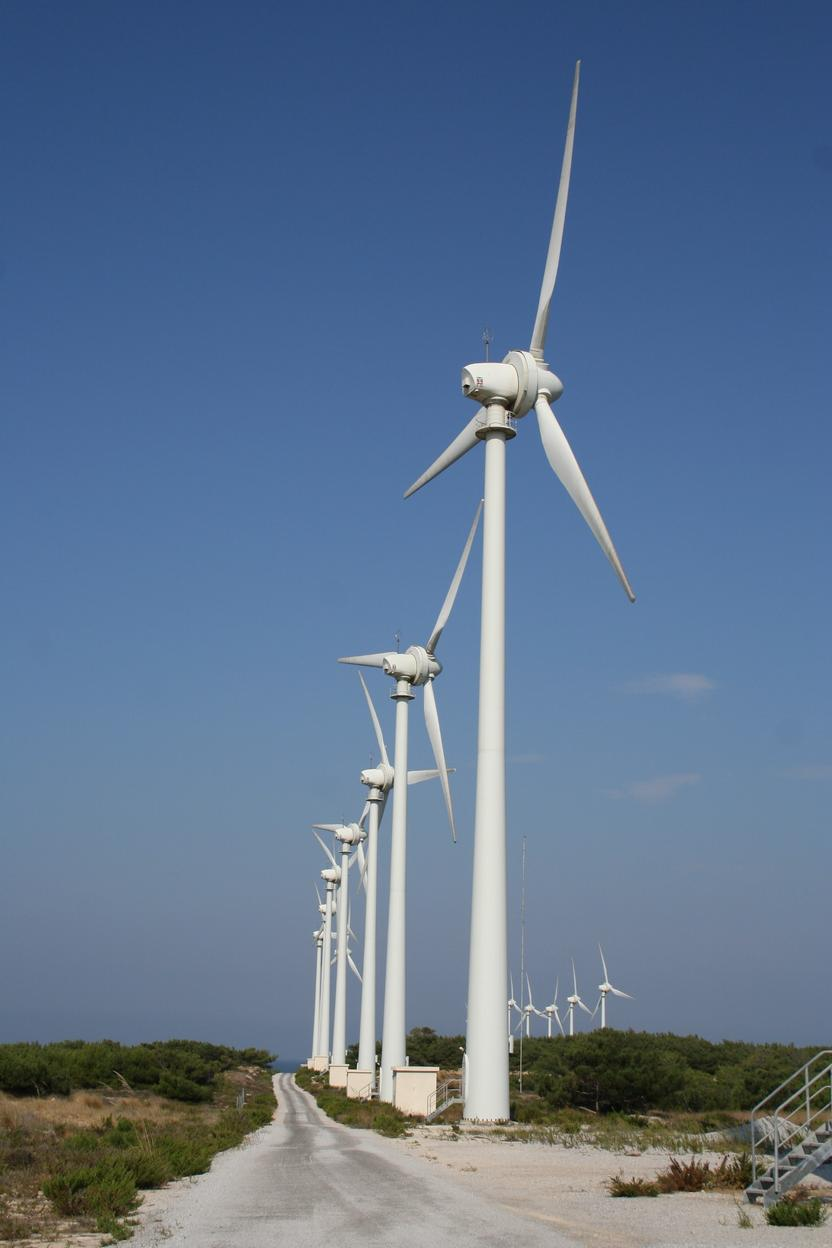
Parc éolien de Bozcaada (10 MW), île turque située au nord de Lesbos, 2006.

Puissance installée et production d'électricité éolienne en Turquie

La production éolienne de la Turquie s'est élevée à 34 023 GWh en 2023, soit 10,4 % de la production d'électricité du pays.
L'Energy Institute estime la production éolienne de la Turquie en 2023 à 34,1 TWh, soit 1,5 % de la production éolienne mondiale, au 11e rang mondial, loin derrière la Chine : 38,1 %, les États-Unis : 18,5 % et l'Allemagne : 6,1 %. Au niveau européen, la Turquie représente 5,6 % de la production éolienne, au 6e rang, derrière l'Allemagne (23,1 %), le Royaume-Uni (13,4 %), l'Espagne (10,5 %), la France (8,5 %) et la Suède (5,6 %). La part de l'éolien dans la production d'électricité turque est estimée à 10,4 %.
| Année | Production (GWh) | Accroissement | Part prod.élec. |
| 2000  | 33               |               | 0,03 %          |
| 2005  | 59               |               | 0,04 %          |
| 2006  | 127              | +115 %        | 0,07 %          |
| 2007  | 355              | +180 %        | 0,2 %           |
| 2008  | 847              | +139 %        | 0,4 %           |
| 2009  | 1 495            | +76,5 %       | 0,8 %           |
| 2010  | 2 916            | +95 %         | 1,4 %           |
| 2011  | 4 723            | +62 %         | 2,1 %           |
| 2012  | 5 860            | +24,1 %       | 2,4 %           |
| 2013  | 7 557            | +29,0 %       | 3,1 %           |
| 2014  | 8 520            | +12,7 %       | 3,4 %           |
| 2015  | 11 652           | +36,8 %       | 4,5 %           |
| 2016  | 15 517           | +33,2 %       | 5,7 %           |
| 2017  | 17 904           | +15,4 %       | 6,0 %           |
| 2018  | 19 949           | +11,4 %       | 6,5 %           |
| 2019  | 21 730           | +8,9 %        | 7,2 %           |
| 2020  | 24 828           | +14,3 %       | 8,1 %           |
| 2021  | 31 436           | +26,6 %       | 9,4 %           |
| 2022  | 34 945           | +11,2 %       | 10,6 %          |
| 2023  | 34 023           | -2,6 %        | 10,4 %          |

## Puissance installée
La puissance installée éolienne de la Turquie atteint 13 652 MW fin 2024, soit 4,7 % du total de l'Europe et 1,2 % du total mondial ; les nouvelles installations de 2024 s'élèvent à 1 310 MW, soit un accroissement du parc de 10,6 % ; la Turquie se classe au 6e rang européen et au 11e rang mondial ; en 2024, ses nouvelles installations en ont fait le 5e marché européen.
En 2023, la puissance installée éolienne de la Turquie atteint 12 342 MW, soit 4,5 % du total de l'Europe et 1,2 % du total mondial ; les nouvelles installations de 2023 s'élèvent à 397 MW, soit un accroissement du parc de 3,3 % ; la Turquie se classe au 6e rang européen et au 11e rang mondial ; en 2023, ses nouvelles installations en ont fait le 11e marché européen.
En 2022, la puissance installée éolienne de la Turquie atteint 11 969 MW, soit 4,7 % du total de l'Europe et 1,3 % du total mondial ; les nouvelles installations de 2022 s'élèvent à 867 MW, soit un accroissement du parc de 7,8 % et celles de 2021 à 1 400 MW, soit +14,4 % ; la Turquie se classe au 6e rang européen et au 11e rang mondial ; en 2022, ses nouvelles installations en ont fait le 8e marché européen.
La puissance installée éolienne de la Turquie atteint 9 280 MW fin 2020, soit 4,2 % du total de l'Europe et 1,2 % du total mondial ; les nouvelles installations de 2020 s'élèvent à 1 224 MW, soit un accroissement du parc de 15,2 % et celles de 2019 à 686 MW, soit +9,3 % ; la Turquie se classe au 7e rang européen et au 12e rang mondial ; en 2020, ses nouvelles installations en ont fait le 3e marché européen derrière l'Allemagne et la France.
En 2019, la puissance installée était de 8 056 MW, soit 3,9 % du total de l'Europe et 1,2 % du total mondial ; les nouvelles installations de 2018 s'élèvent à 497 MW, soit un accroissement du parc de 7,2 % et celles de 2019 à 686 MW, soit +9,3 % ; la Turquie se classe au 5e rang européen et au 11e rang mondial ; en 2019, ses nouvelles installations en ont fait le 5e marché européen derrière l'Allemagne, le Royaume-Uni, la Suède et la France.

## Principaux parcs éoliens

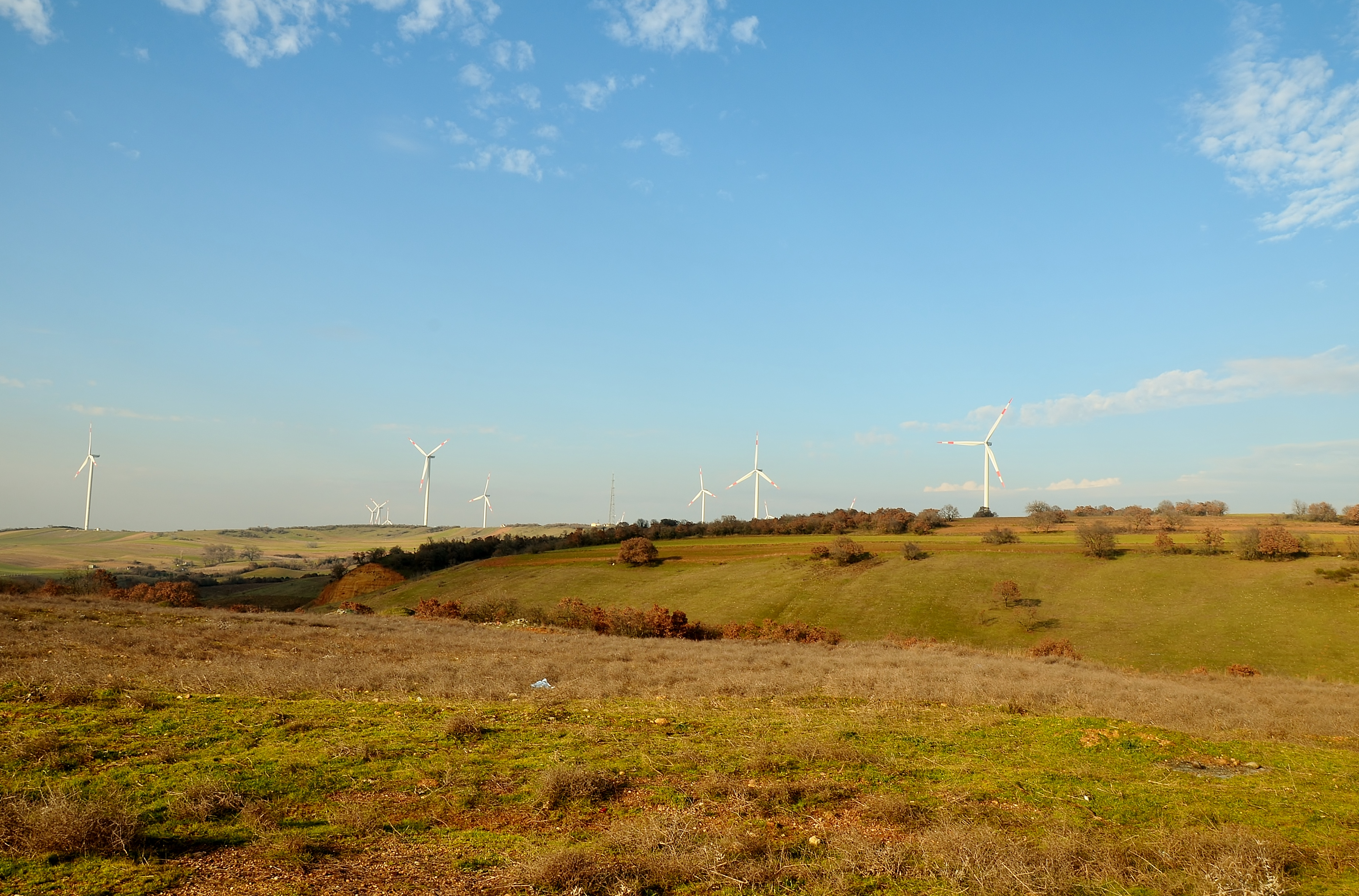
Parc éolien de Çanta (47.5 MW), province d'Istanbul, 2015.

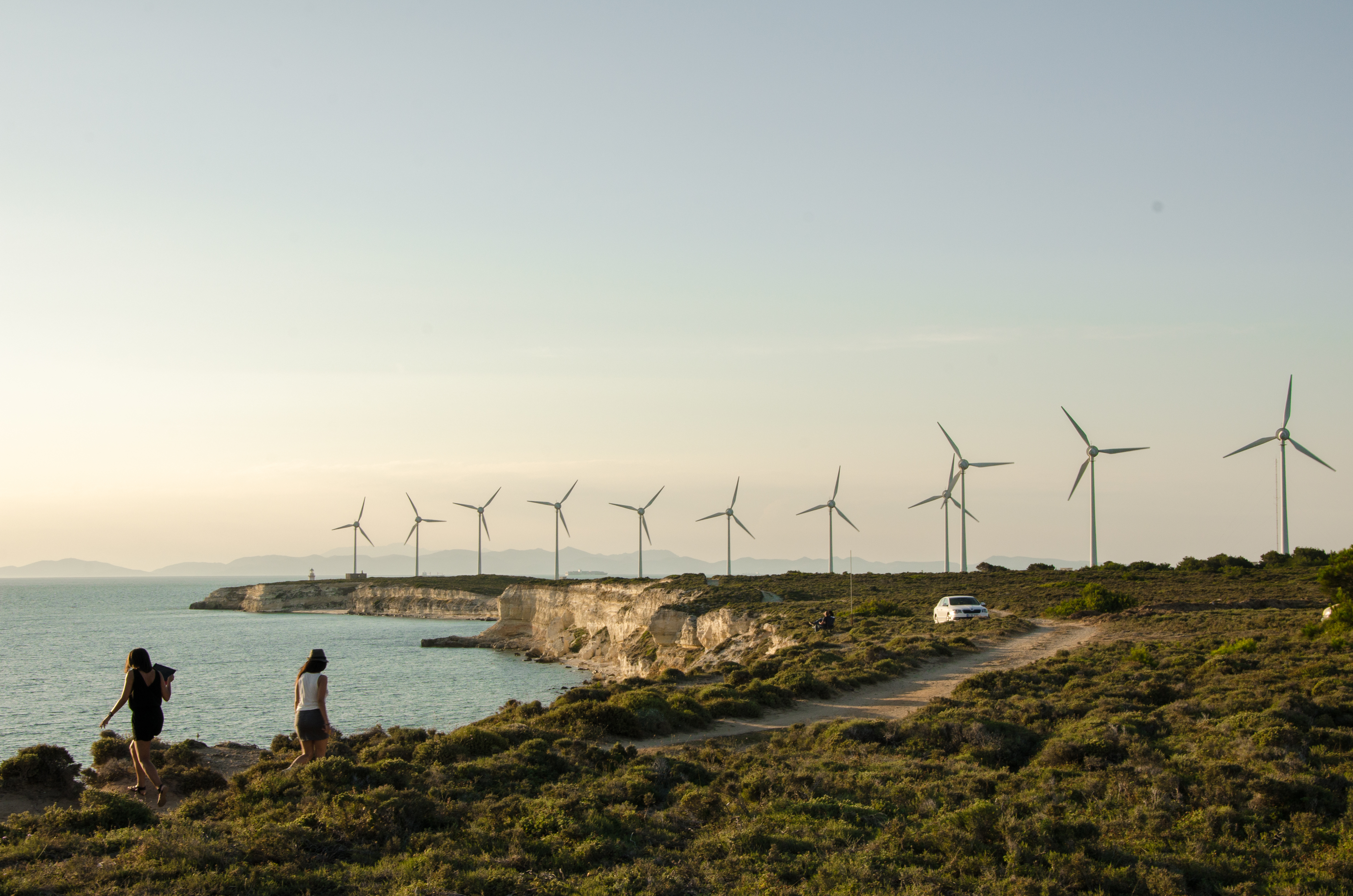
Parc éolien de Gökçeada (île d'Imbros), province de Çanakkale, 2014.

La base de données The Windpower recense 251 parcs éoliens turcs totalisant 11,3 GW en avril 2023, dont 10 GW en service et 1,3 GW en construction ; les principaux parcs sont :
| Nom du parc                                                   | Province  | Nb éol.* | MW*   | Date mise en service |
| Balikesir                                                     | Balikesir | 52       | 143   | 2012                 |
| Bandirma                                                      | Balikesir | 75       | 184   | 2006-16              |
| Bergama                                                       | Izmir     | 36       | 120   | 2007-2016            |
| Dinar                                                         | Afyon     | 81       | 200   | 2012-16              |
| Geycek                                                        | Kirsehir  | 44       | 168   | 2013-14              |
| Gokcedag                                                      | Osmaniye  | 54       | 135   | 2009                 |
| Karburun                                                      | Izmir     | 60       | 120   | 2013                 |
| SahRes                                                        | Balikesir | 35       | 105   | 2013                 |
| Samli                                                         | Balikesir | 43       | 113,4 | 2008-10              |
| Soma                                                          | Manisa    | 181      | 264   | 2011-15              |
| * Nb éol.= nombre d'éoliennes ; MW : Capacité installée (MW). |           |          |       |                      |

## Politique énergétique
Le Plan d'action national pour l'énergie renouvelable publié en 2013 fixe l'objectif de porter la part des énergies renouvelables dans la production d'électricité de 29 % en 2013 à 38 % en 2023 ; la puissance installée en éolien passerait ainsi de 2 759 MW à 20 000 MW et sa production de 7,6 TWh à 50 TWh. Des mesures incitatives ont été prises, en particulier le Programme d'incitation aux nouveaux investissements (2012) qui accorde des réductions d'impôts (TVA et droits de douane) dont les taux sont gradués selon les régions, les plus défavorisées d'entre elles (est du pays) pouvant recevoir jusqu'à 50 ou 60 % d'abattements sur leurs taxes ; une loi de 2005, prolongée en 2013, institue des tarifs d'achat réglementés garantis (feed-in tariffs) pour les énergies renouvelables (EnR) ; des bonifications sont accordées sur les prêts à long terme pour les projets d'EnR.